# Kustas Kotsar

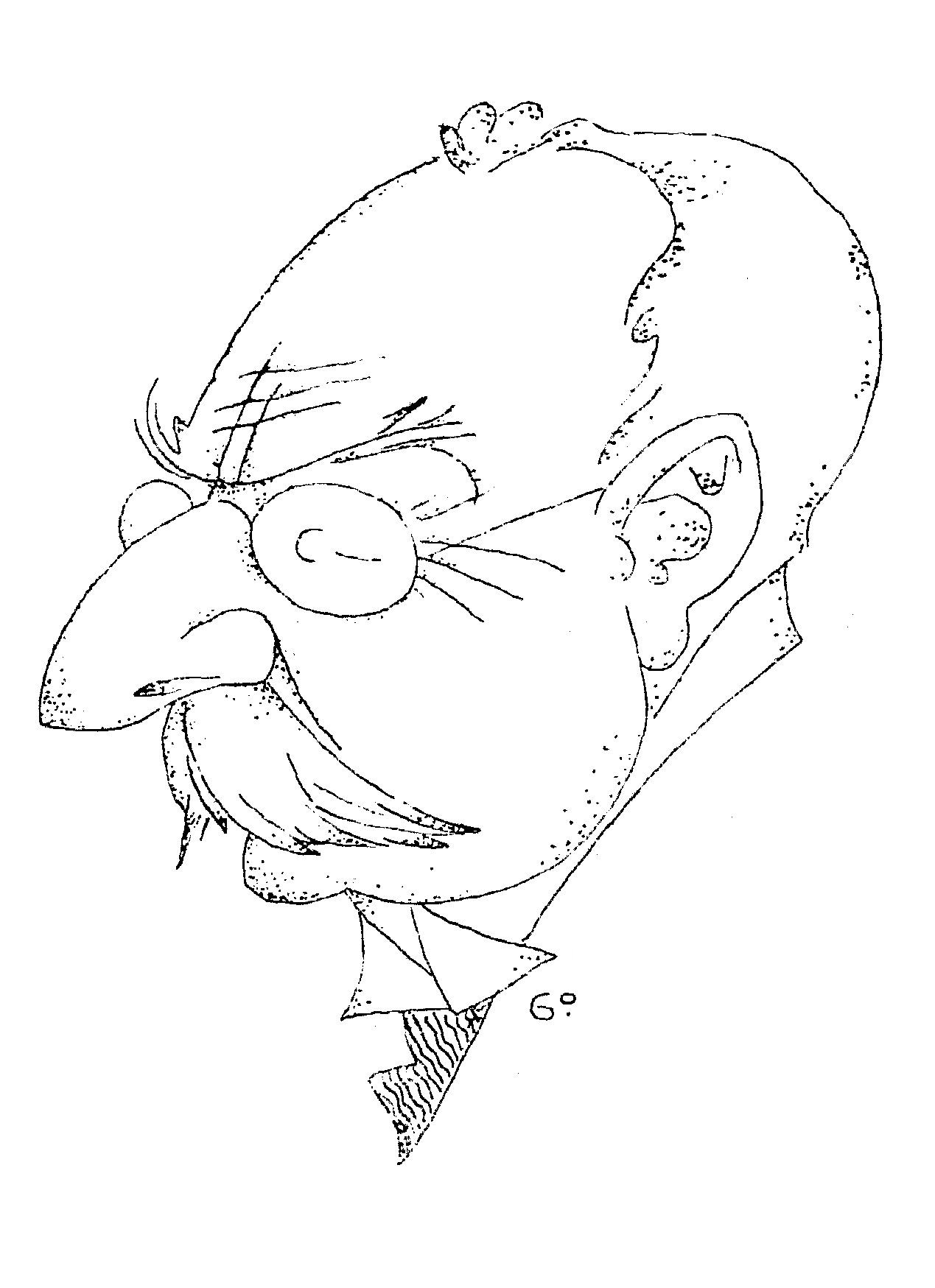
Kustas Kotsar, Karikatur von Gori.

Kustas Kotsar (auch Gustav K., * 4. Februarjul. / 16. Februar 1872greg. in Särevere, heute Landgemeinde Türi; † 10. April 1942 in Tartu) war ein estnischer Journalist und Schriftsteller.

## Leben
Kotsar ging in Arussaare, Tallinn und Põltsamaa, wo er von 1888 bis 1891 die Estnische Alexanderschule besuchte, zur Schule. Ab 1893 arbeitete er vier Jahre als Lehrer, 1898 trat er in die Redaktion der Zeitung Olevik ein, die er von 1901 bis 1902 praktisch alleine redigierte. Danach absolvierte er eine juristische Zusatzausbildung und war zeitweilig als Rechtsanwalt tätig. In der Umbruchzeit der Revolution von 1905 war er jedoch wieder journalistisch aktiv und musste bald untertauchen. Nach Aufenthalten an verschiedenen Orten wurde er 1907 in Sankt Petersburg gefasst und 1909 in einem politischen Prozess in Tallinn zu Zwangsarbeit verurteilt, was später jedoch in eine Haftzeit im Tallinner Gefängnis abgemildert wurde. 1911 kam er wieder frei und arbeitete erneut bis 1921 als Journalist bei verschiedenen Zeitungen. Von 1922 bis 1929 war er im Estnischen Ministerium für Handel und Industrie Leiter der Presseabteilung.

## Werk
Kotsar begann in der Haft zu schreiben und publizierte zwei Prosabände (1911, 1913), in denen er ein realistisches Bild des Alltagslebens entwarf. Besondere Aufmerksamkeit erheischten seine Novellen, in denen er das Leben der politischen Gefangenen darstellte. Ein Kritiker zog Parallelen zu Karl Rumor und stellte fest, dass Kotsar stellenweise „viel frischer als die jüngeren Vertreter unseres Realismus wie Mait Metsanurk oder Jaan Lintrop wirkte“, obwohl er gleichzeitig mit dem Stil und dem künstlerischen Niveau hart ins Gericht geht. Seiner zwei Jahre später erschienenen Sammlung wurde von einem anderen Kritiker jedoch bestätigt, dass ihr Autor ein „sehr guter Stilist“ sei.
Auf jeden Fall war die „Beschreibung der Lebensumstände von politischen Gefangenen […] damals tatsächlich ein neues Thema.“

## Bibliografie
- Elutungi avaldused ('Äußerungen des Lebensdrangs'). Tartu: K. Kotsar 1911. 125 S.
- Paigulised. Jutustused maalt ja linnast ('Die Fleckigen. Erzählungen von Stadt und Land'). Tallinn: Maa 1913. 140 S.